# Adriano Giannini

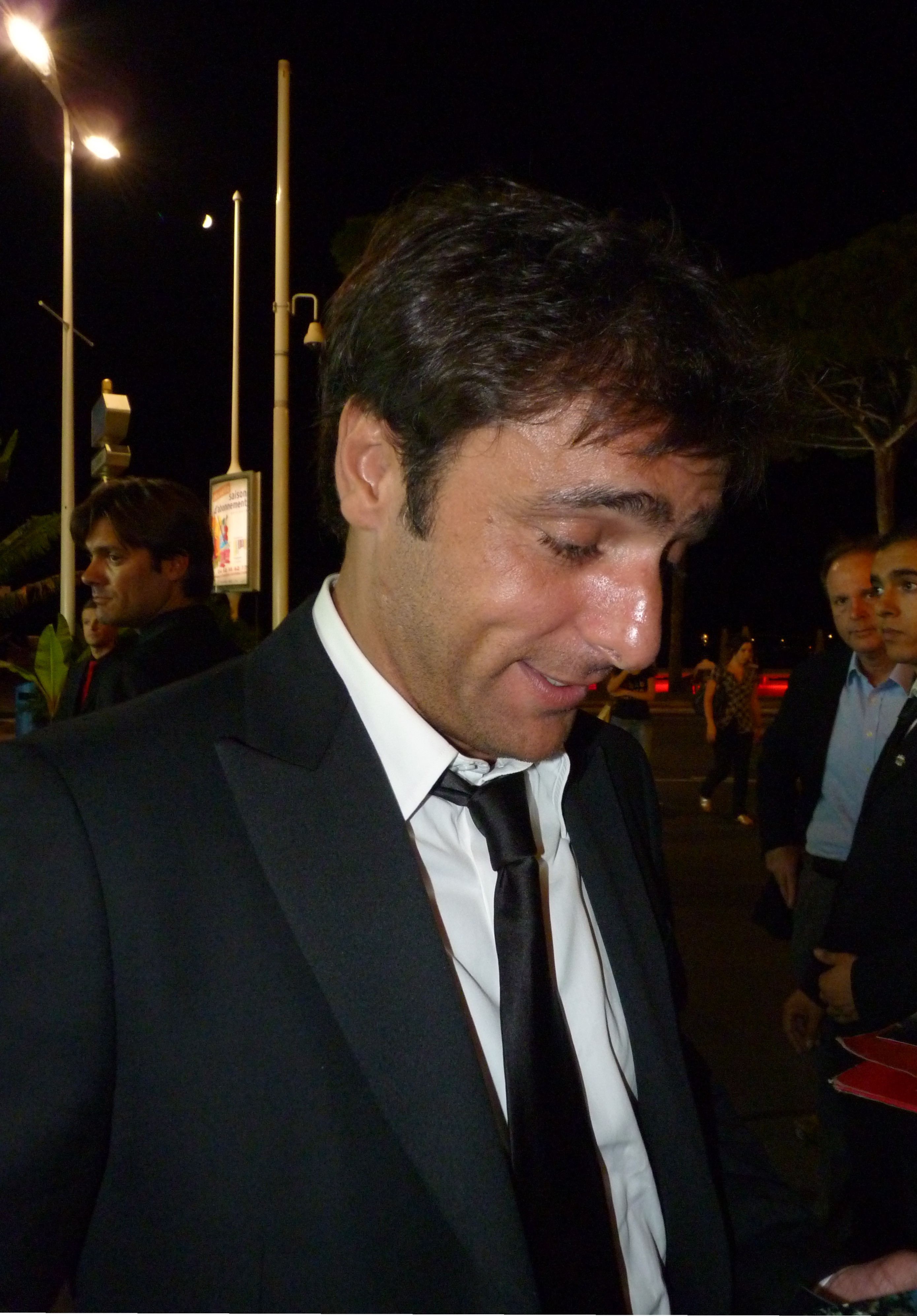
Adriano Giannini i Cannes, 2011.

Adriano Giannini, född 1971, är en italiensk skådespelare och är son till Giancarlo Giannini. Han är kanske mest känd för sin medverkan i filmen Swept Away, där han spelade mot Madonna. Han gör den italienska dubbningen av Jokern (Heath Ledger) i The Dark Knight.

## Filmografi
- 2001 – Alla rivoluzione sulla due cavalli
- 2002 – Swept Away
- 2003 – Sinbad: Legenden om de sju haven (röst)
- 2004 – Le conseguenze dell'amore
- 2004 – Stai con me
- 2004 – Una talpa al bioparco
- 2004 – Ocean's Twelve
- 2007 – Dolina
- 2007 – Nero bifamiliare
- 2007 – Las 13 rosas
- 2008 – Sandrine nella pioggia
- 2009 – La casa sulle nuvole
- 2010 – Baciami ancora